# غوستاف فاغنر (متزلج جماعي)
غوستاف فاغنر (بالفرنسية: Bib Wagner)‏ هو متزلج جماعي لوكسمبورغي، ولد في 26 أبريل 1901، وتوفي في 11 يناير 1972.

## وصلات خارجية
- غوستاف فاغنر على موقع أوليمبيديا (الإنجليزية)